# Lovec duchů

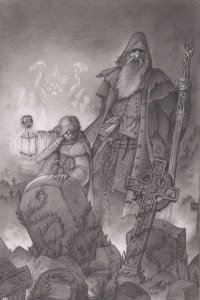
Lovec duchů podle představ Allana Barbea

Lovec duchů je série knih britského autora Josepha Delaneyho, přeložena do češtiny z anglické kroniky Wardstone. Sága knih pojednává o mladém učni Thomasi Wardovi, lovci duchů. Jeho mistrem je pan Gregory. Oba dva jsou sedmými syny sedmých synů, takže mohou lépe vykonávat svoji práci, tedy boj proti temnotě. 
První dva díly byly zfilmované ve filmu Sedmý syn režiséra Sergeje Bordova (2014).

## Díly
1. Učeň lovce duchů
2. Kletba lovce duchů
3. Tajemství lovce duchů
4. Bitva
5. Omyl

### Učeň lovce duchů
Lovec duchů je muž, jehož úkolem je chránit obyvatele země před čarodějnicemi, strašidly a ostatnim zlem. Navzdory jeho neocenitelné práci se mu všichni vyhýbají. Po smrti posledního učně přijímá lovec duchů mladého Thomase Warda, který je sedmým synem sedmého syna, a tím pádem je oprávněn tuto práci vykonávat. Během jeho první cesty z nákupu dojde k potyčce s místními kluky, které odežene Alice, dívka se špičatými botami, před kterou lovec duchů Thomase varoval. Ta ho navede k propuštění staré Lezzie.

### Kletba lovce duchů
Thomas Ward je v prvním roce učení u lovce strašidel Johna Gregoryho. Brzy podstoupí zkoušku ohněm, při níž se musí vypořádat se strašidlem prvního stupně. Společně s lovcem pak odjíždí na pohřeb do Priestownu, města s obrovským kostelem a velkým tajemstvím pod jeho ulicemi. Lovec se zde chce konečně vypořádat se strašidlem zvaným „Zhouba“, které je uvězněno v katakombách. Úkol komplikuje příjezd inkvizitora, který považuje lovce strašidel za čaroděje. Inkvizitor lovce zajme a drží s ostatními čaroději v temných chodbách sklepení. Tom se jej vydává zachránit. Bude mít chlapec dost síly a odvahy, aby osvobodil svého mistra ze spárů inkvizitora?

### Tajemství lovce duchů
Přichází dlouhá, tuhá a krutá zima. A neexistuje horší místo, kde zimu strávit, než je Anglezarke. Thomas Ward je učněm lovce duchů, který loví čarodějnice, spoutává strašidla a zahání duchy. Dny jsou stále kratší a chladnější. Poblíž domu lovce duchů se objevuje neočekávaný návštěvník. Tom nemá potuchy, kdo cizinec je nebo co požaduje, ale lovec duchů se náhle rozhodne opustit Chipenden a odcestovat do zimního domu v Anglezarku. Je to pusté, hrozivé místo plné čarodějnic a tajemství o lovcově mládí. Kdo byl cizí muž? Je Tom opravdu připraven čelit všemu, s čím se setká v Anglezarku?

### Bitva
V městečku Pendle sílí moc čarodějnic a krajem se šíří zvěsti, že tři nejsilnější čarodějnické klany se sjednocují za účelem vyvolání strašlivého, nepřestavitelného zla. Společně budou schopny dát zlu fyzickou podobu a vyvolat samotného ďábla. Lovec duchů a jeho učeň Thomas Ward se musí vydat na cestu, aby odvrátili nemyslitelné. Ale než vyrazí, lovec duchů pošle Toma domů, aby vyzvedl to, co mu tam zanechala matka. Jaké temné rodinné tajemství se doma ukrývá? Uvrhne Tomovu rodinu do daleko většího nebezpečí, či pomůže Tomovi a lovci duchů v boji proti zlu v městečku Pendle? Sága o Lovci duchů je často přirovnávána k takovým úspěšným knihám, jako je např. Pán prstenů.

### Omyl
Zatímco se nebezpečí v Hrabství zvyšuje, Tom je vyslán svým mistrem daleko na sever, aby byl trénován jiným lovcem duchů, Billem Arkwrightem. Arkwright žije ve strašidelném mlýně na okraji zrádné mokřiny a jeho metody se ukáží být tvrdé a občas i kruté. Ale už předtím zocelil mnoho učňů a nyní musí udělat to samé s Tomem a připravit ho na nejvážnější nebezpečí v jeho životě. Když Ďábel pošle svou vlastní dceru, prastarou mocnou vodní čarodějnici Morwenu, aby Toma zničila, Arkwright se zmýlí ve svém úsudku a Tom svým nepřátelům čelí zcela sám. Jakmile lovec duchů s Alicí zjistí, že je Tom v nebezpečí a ponechán vlastnímu osudu, vydají se mu pomoci.  Ale pomohou jejich síly proti tak mocné síle temnoty?